# Pedioplanis laticeps
Espèce
Synonymes
- Eremias laticeps Smith, 1849

Statut de conservation UICN

 LC  : Préoccupation mineure
Pedioplanis laticeps est une espèce de sauriens de la famille des Lacertidae.

## Répartition
Cette espèce se rencontre au Cap-du-Nord en Afrique du Sud et dans le sud de la Namibie.

## Publication originale
- Smith, 1849 : Illustrations of the Zoology of South Africa; Consisting Chiefly of Figures and Descriptions of the Objects of Natural History Collected during an Expedition into the Interior of South Africa, in the Years 1834, 1835, and 1836 . vol. III. Reptilia. Part 27. London: Smith, Elder, & Co.